# Vrådal
Vrådal is een dorp in de Noorse gemeente Kviteseid, provincie Telemark.
Het centrum is Eidstod dat aan de monding van Vråvatn bij het meer Nisser ligt. Vrådal telt 215 inwoners (2007) en heeft een oppervlakte van 0,73 km².
Het dorp krijgt het meeste inkomen uit het toerisme (hotels, camping en skicenter), verder uit de kleinindustrie en de bossen. De naam Vrådal stamt waarschijnlijk van het Oudnoorse vrá/ró, hetgeen zoiets betekent als '(uit)hoek/bocht'. Dit werd vaak gebruikt in namen van boerderijen die wat verder weg lagen. Een andere duiding kan zijn dat het dorp gelegen is waar het dal een bocht maakt.